# 1151 Ithaka
1151 Ithaka este un asteroid din centura principală, descoperit pe 8 septembrie 1929, de Karl Reinmuth.